# La Gallinola
La Gallinola (1.923 metri ) è una tra le vette più elevate del Matese; collocata tra i comuni di Bojano (CB), San Polo Matese (CB) e San Gregorio Matese (CE); costituisce inoltre il punto più alto della regione Campania.

## Descrizione
L’ambiente è carsico, con manto erboso persistente e senza piante a largo fusto, così come ci si aspetta sulla vetta di un massiccio carbonatico. Lungo il Versante Nord si elevano alte pareti di roccia che ne conferiscono un aspetto frastagliato, sviluppandosi in lunghezza da Est ad Ovest per circa 2 km.
Posta sulla dorsale appenninica tra Campania e Molise, dalla cima si gode di un ampio panorama che, nelle giornate limpide, spazia tra i due mari: Tirreno e Adriatico.

## Accesso alla vetta
L’accesso alla vetta  de La Gallinola è facile dal sentiero che parte da Piano della Corte: tracciato dal CAI per circa 2 chilometri, attraversa piccoli crinali e diverse vallate. La percorrenza del sentiero di circa 90 minuti ed è classificato come T: turistico.

## Fauna e flora
Tra i rapaci il falco e l'aquila reale. Tra l'erba si può rinvenire la lavanda selvatica.

## Attività
Tra le attività praticabili vi sono birdwatching, ciaspole, sci, snowboard e trekking.